# Bromeliophila helenae
Bromeliophila helenae là một loài Rêu trong họ Lejeuneaceae. Loài này được Gradst. mô tả khoa học đầu tiên năm 1997.